# إكس زد 130 2004 (164294)
(164294) 2004 XZ130 هو كويكب يقع مدارة بالكامل داخل مدار الأرض (كويكبات أتيرا). وقد تم إكتشافه في 13 كانون الأول 2004 من قبل عالم الفلك الأمريكي ديفيد جيه ثالون في مرصد مونا كيا.

## انظر آيضا
- قائمة الكويكبات القريبة من الأرض